# 江川剛人
江川 剛人（えかわ たけひと、2000年8月19日 - ）は、ジャパンラグビーリーグワン花園近鉄ライナーズに所属するラグビーユニオン選手。

## プロフィール
- ポジションはウィング(WTB)、センター(CTB)。
- 身長 184 cm、体重 85 kg

## 略歴
桐蔭学園高校卒業後、2020年、立命館大学に入る。
2024年、アーリーエントリーで花園近鉄ライナーズに加入。同年4月27日に行われたJAPAN RUGBY LEAGUE ONE第15節埼玉ワイルドナイツ戦にて途中出場でリーグワン公式戦初出場を果たして、デビュー戦でトライをあげた。